# Globicephala macrorhynchus
Il globicefalo di Gray (Globicephala macrorhynchus Gray, 1846) è un cetaceo della famiglia Delphinidae, una delle due specie nel suo genere. In acqua è molto difficile non confonderlo con il suo congenere Globicephala melas. Riescono ad eseguire il porpoising.

## Descrizione

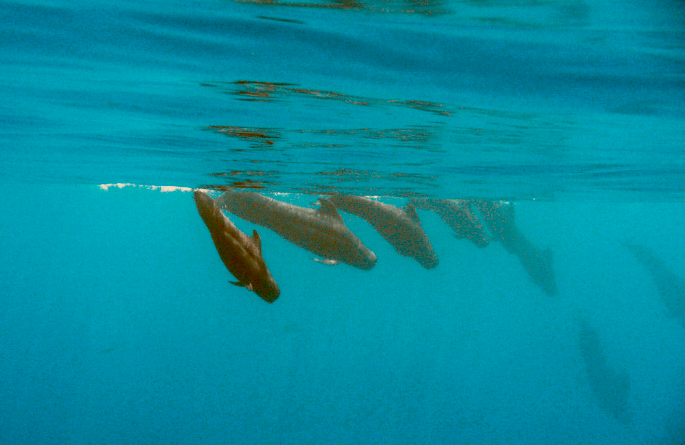
Globicefali di Gray

Il globicefalo di Gray ha testa larga e rotonda, sprovvista di rostro e con il labbro superiore lievemente sporgente, le pinne laterali, invece, sono corte, a forma di falce, mentre la pinna dorsale è in una posizione più avanzata rispetto ad altri cetacei. Misura fino a quasi 6 metri di lunghezza.
Assieme all'orca e all'uomo, è una delle 3 specie animali le cui femmine vanno in menopausa vivendo anche molti anni dopo l'età fertile.

## Distribuzione
Diffuso nei vari mari non si conosce un'esatta stima della loro popolazione, spesso confuso con quelli dei suoi simili. Anche se spesso viaggiano si sono osservate delle colonie fisse: quella delle Hawaii e quelle delle Canarie.